# Matteo Hotop
Matteo Hotop (* 29. April 2003) ist ein österreichischer Fußballtorwart.

## Karriere
Hotop begann seine Karriere beim FC Admira Wacker Mödling. Zur Saison 2017/18 wechselte er in die Jugend des SV Horn. Im Oktober 2019 spielte er erstmals für die Amateure der Horner in der siebtklassigen 1. Klasse, für die er bis zum COVID-bedingten Saisonabbruch 2019/20 zweimal zum Einsatz kam. Im Juli 2020 stand er gegen den FC Blau-Weiß Linz auch zum ersten Mal im Profikader des Zweitligisten. Zur Saison 2020/21 wurde er fester Teil des Profikaders, kam aber als dritter Tormann in jener Saison nie zum Einsatz, für die Amateure machte er sieben Spiele.
Zur Saison 2021/22 wechselte Hotop leihweise zum viertklassigen SC Ortmann. Während der Leihe absolvierte er 28 Spiele in der Landesliga. Zur Saison 2022/23 kehrte er wieder nach Horn zurück, war in seinem ersten Halbjahr aber erneut wieder nur Ersatztorhüter hinter Fabian Ehmann. Nach dessen Abgang in der Winterpause debütierte er dann im Februar 2023, als er am 17. Spieltag jener Saison gegen den Grazer AK in der Startelf stand. Für Horn absolvierte er insgesamt 33 Zweitligapartien, ehe der Verein am Ende der Saison 2024/25 aus der 2. Liga abstieg.
Hotop wechselte daraufhin zur Saison 2025/26 zum Regionalligisten Wiener Sport-Club.